# Gavin Rossdale
Gavin McGregor Rossdale (Kilburn, 30 ottobre 1965) è un cantautore, chitarrista e attore britannico, fondatore delle band post-grunge Bush e Institute.

## Biografia
La famiglia di Gavin consiste dei genitori Barbara e Richard, della sorella più grande Soraya e della sorella più giovane Lorraine. Quando aveva 11 anni, i genitori di Gavin divorziarono e Gavin andò a vivere col padre che è un dottore. Da adolescente Gavin si "dichiarò" punk. Soraya gli trasmise la passione per i Pixies e a 19 anni Gavin imparò a suonare la chitarra. Dopo alcuni tentativi falliti con alcuni gruppi, compreso uno chiamato Midnight, nel 1992 incontrò Nigel Pulsford a un concerto e poco dopo nacquero i Bush. Nel 1994 i Bush ottennero un contratto discografico e l'anno seguente cominciarono un tour. Durante la lunga esperienza con i Bush, Gavin ha dimostrato quanto sia cresciuto come autore di testi e musicista.
Scioltisi i Bush, nell'estate del 2002, Gavin realizzò la sua prima canzone da solista: Adrenaline, scritta per il film xXx. Nel 2005 Gavin ha formato una band chiamata Institute, insieme all'ex chitarrista dei Bush Chris Traynor, con cui ha inciso l'album Distort Yourself, dal quale viene estratto il singolo Bulletproof Skin.
Il 3 giugno 2008 il cantante pubblica il primo album solista intitolato WANDERlust, anticipato dal singolo Love Remains the Same. Il singolo è anche il brano portante della colonna sonora del film Come un uragano. Nell'estate 2010 i Bush si riuniscono, seppure a metà della formazione originale, ovvero Gavin e il batterista Robin Goodridge, insieme al chitarrista Chris Traynor. Il singolo Afterlife anticipa l'album The Sea of Memories, uscito nell'ottobre del 2011.

## Vita privata
È stato sposato con la cantante Gwen Stefani dal 2002 al 2015 e con lei ha generato tre figli. Il matrimonio, celebrato a Londra, è terminato col divorzio. Rossdale è padre anche della modella Daisy Lowe, nata nel 1989 da una relazione giovanile.

## Discografia

### Da solista
- 2008 - WANDERlust

### Con gli Institute
- 2005 - Distort Yourself

### Collaborazioni
- 2003 - Chris Coco - Falling
- 2003 - Blue Man Group - The Current, colonna sonora di Terminator 3: Rise of the Machines
- 2010 - Apocalyptica - End of Me

## Filmografia parziale

### Serie TV
- Criminal Minds - serie TV, episodio 5x07 (2009)
- Burn Notice - Duro a morire (Burn Notice) - serie TV, episodio 5x08 (2011)

### Cinema
- Zoolander, regia di Ben Stiller (2001)
- Mayor of the Sunset Strip, regia di George Hickenlooper (2003)
- Tutte le ex del mio ragazzo (Little Black Book), regia di Nick Hurran (2004)
- In campo per la vittoria (The Game of Their Lives), regia di David Anspaugh (2005)
- Constantine, regia di Francis Lawrence (2005)
- Bling Ring (The Bling Ring), regia di Sofia Coppola (2013)

## Doppiatori italiani
- Tony Sansone in In campo per la vittoria
- Riccardo Rossi in Constantine
- Alberto Caneva in Burn Notice - Duro a morire
- Christian Iansante in Bling Ring